# Cap Dejnev
Le cap Dejnev (en russe : Мыс Дежнëва, Mys Dejniova ou Mys Dezhneva) est un cap situé à l'extrémité orientale de la péninsule Tchouktche. Il s'agit du point le plus oriental de Russie et du continent asiatique.
La zone du cap est explorée pour la première fois par Simon Dejnev en 1648.

## Étymologie
En 1871 ou 1879, le cap est nommé en l'honneur de Simon Dejnev, l'un des deux premiers explorateurs de la zone,.

## Géographie
Le cap Dejnev se situe à l'extrémité nord-est de l'Asie, au niveau de la péninsule Tchouktche,,. Il est bordé par la mer de Béring et appartient à la zone maritime du détroit de Béring. Le cap Dejnev est distant d'environ 39 km de Grande Diomède et de 85 km du cap Prince-de-Galles en Alaska.
Le cap est constitué d'une zone montagneuse (point culminant à 741 mètres) dont les pentes descendent vers la mer et sont parsemées de zone plus planes. La côte est constituée de falaises d'une vingtaine de mètres plongeant abruptement dans la mer. Des rochers parsèment la zone marine proche des falaises,. 
Le climat de la zone du cap Dejnev est une toundra polaire,. Les conditions météorologiques au niveau du cap sont généralement brumeuses ou nuageuses.

Vues sur le cap Dejnev
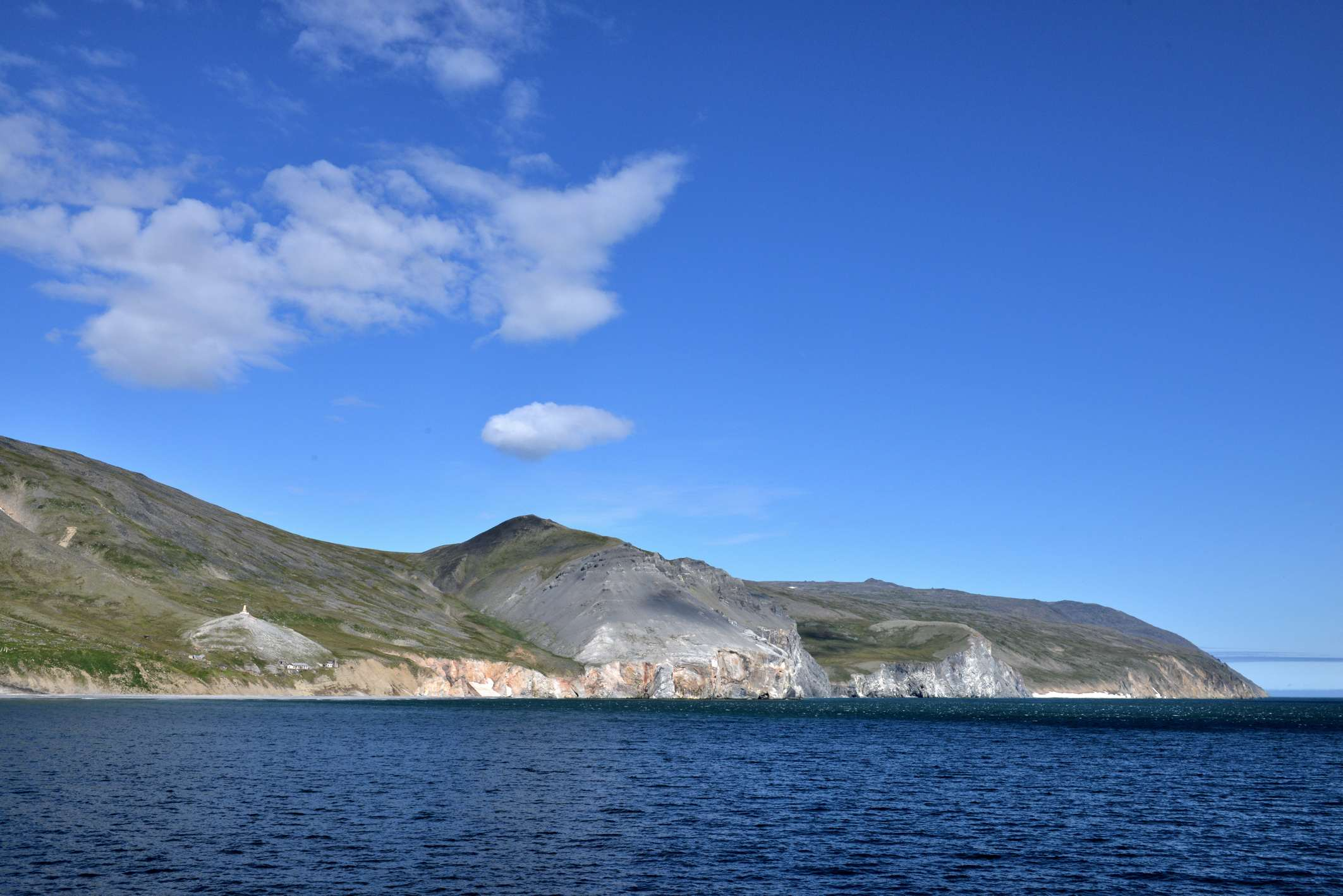
Vue globale du cap Dejnev (2014).
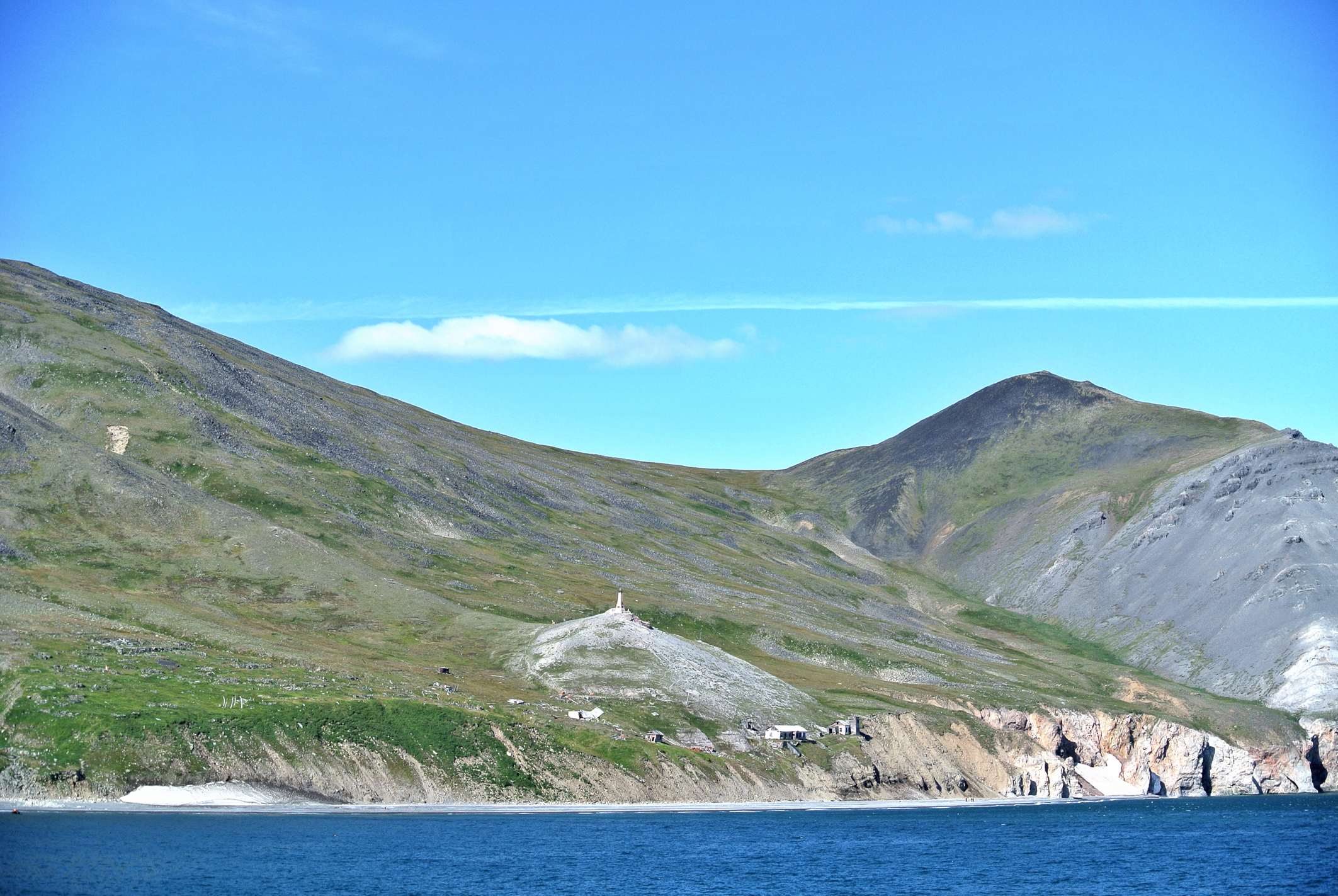
Vue sur le cap Dejnev (2014). On distingue au centre le monument en l'honneur de SImon Dejnev, situé sur un promontoire.
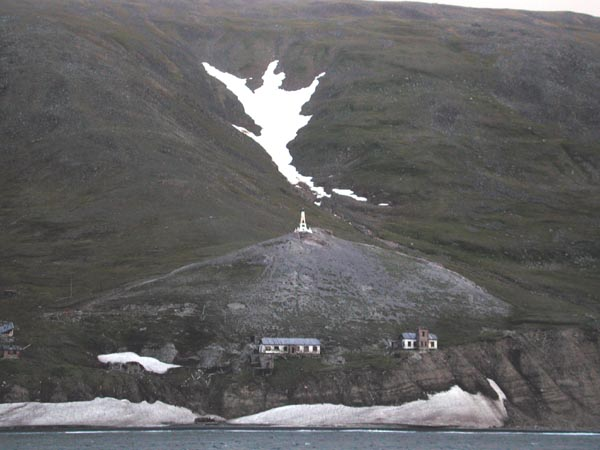
Vue sur le massif montagneux du cap Dejnev (2001). On distingue des vestiges d'installations (période soviétique) et le monument (forme de phare) érigé en l'honneur de Simon Dejnev au sommet d'un promontoire.

## Exploration
Le cap est découvert par une expédition russe menée par Simon Dejnev,.

## Occupation humaine
Les populations yupiks ont habité des villages et des campements dans la région du cap Dejnev, à l'image du site de Ouelen. Naukan, abandonné sur décision des autorités soviétiques à la fin des années 1950, était un village ainsi qu'un espace cultuel et culturel important situé sur la zone côtière du cap.

## Patrimoine

### Yupik
Des traces des siècles d'occupation yupik se trouvent sur la zone, notamment les vestiges du village de Naukan. Les restes des fondations en pierre des habitats ainsi que des structures en os de baleines sont visibles.
Considéré comme un site sacré yupik, des autorités locales tentent de protéger le site.

Vestiges du site de Naukan et de l'occupation Yupik.
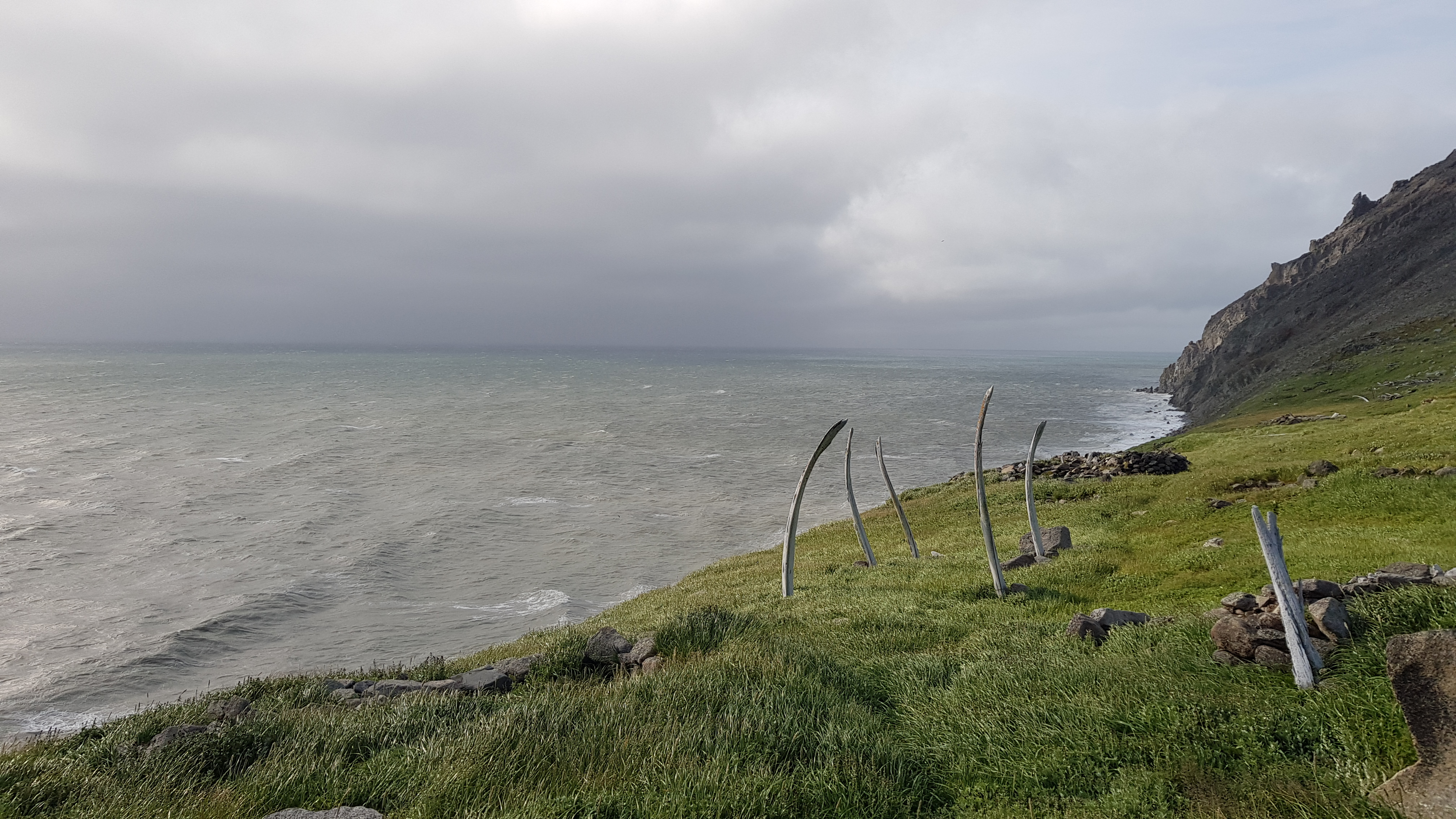
Structure en os de baleine, proximité du site de Naukan (2018).
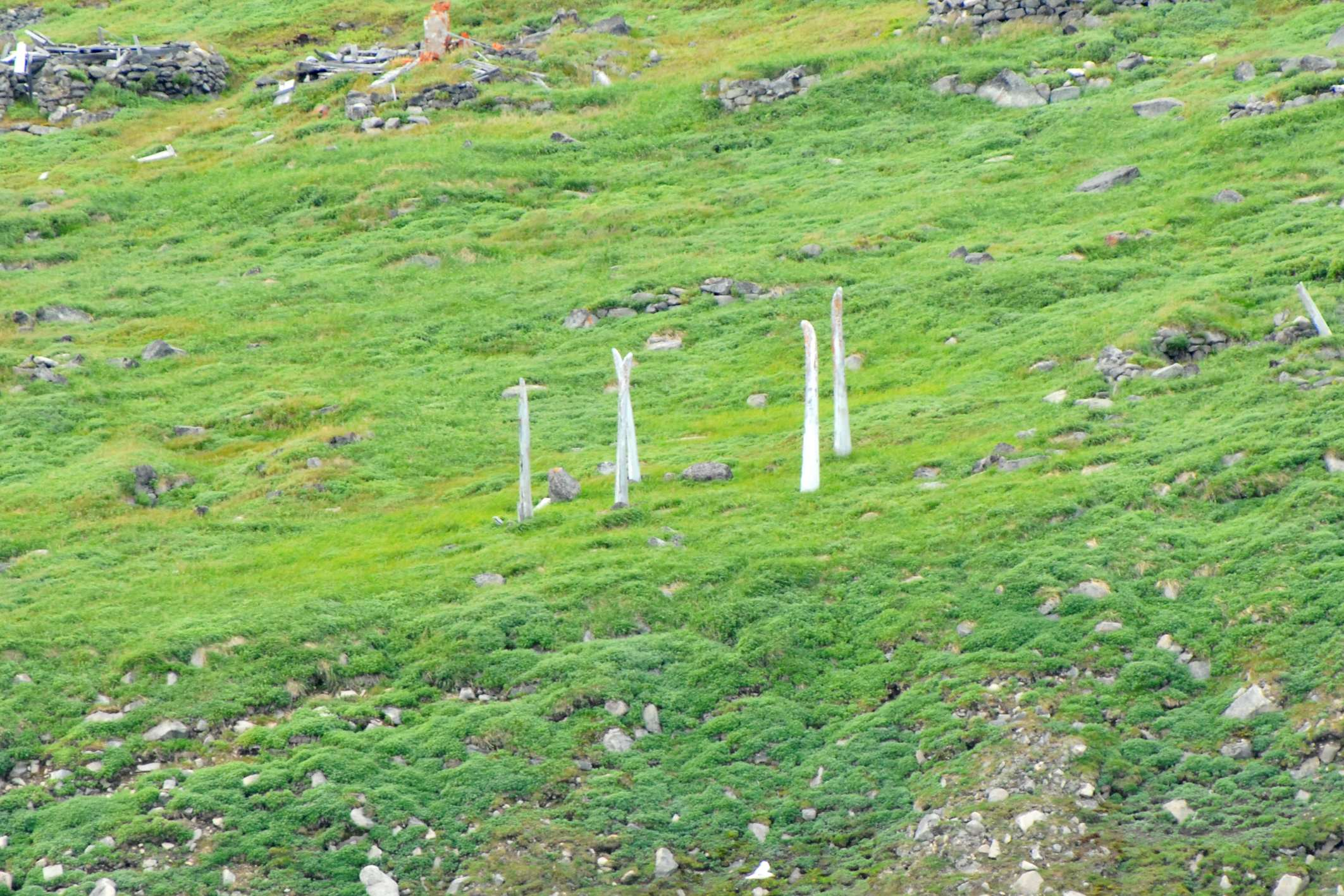
Structure en os de baleine, proximité du site de Naukan (2013).
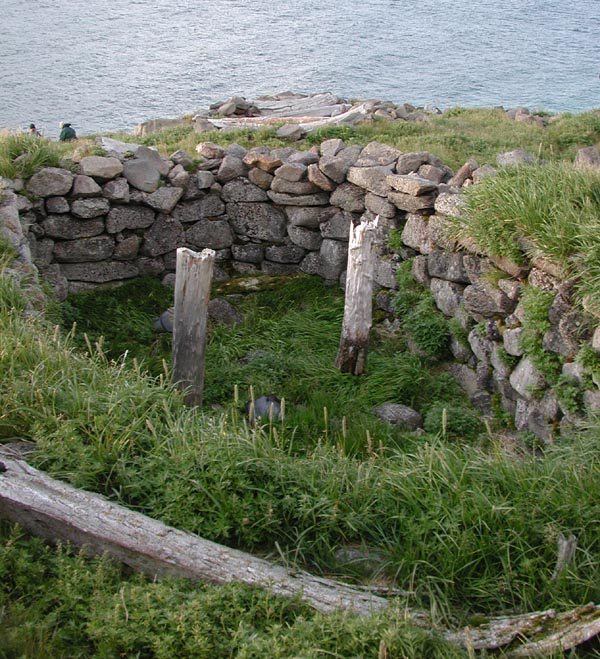
Vestiges d'une habitation avec des fondations en pierre, site de Naukan (2001).
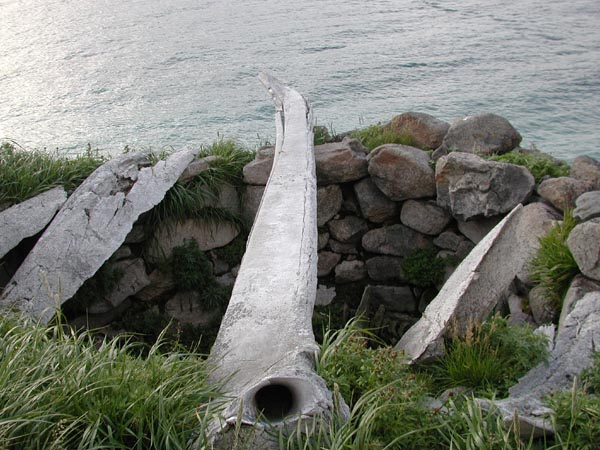
Structure pour conserver la viande, site de Naukan (2001).

### Russie - Union soviétique
Un monument a été érigé en l'honneur de Simon Dejnev et de sa découverte dans les années 1910. Situé au sommet d'un promontoire dominant les vestiges de Naukan, il est constitué d'une tour en forme de phare et d'un buste de l'explorateur. D'autres installations datant de la période soviétique se trouvent à proximité, vraisemblablement pour assurer le fonctionnement du signal ajouté à la tour durant les années 1950 (aujourd'hui abandonné),.

Monument Simon Dejnev et vestiges de la période soviétique
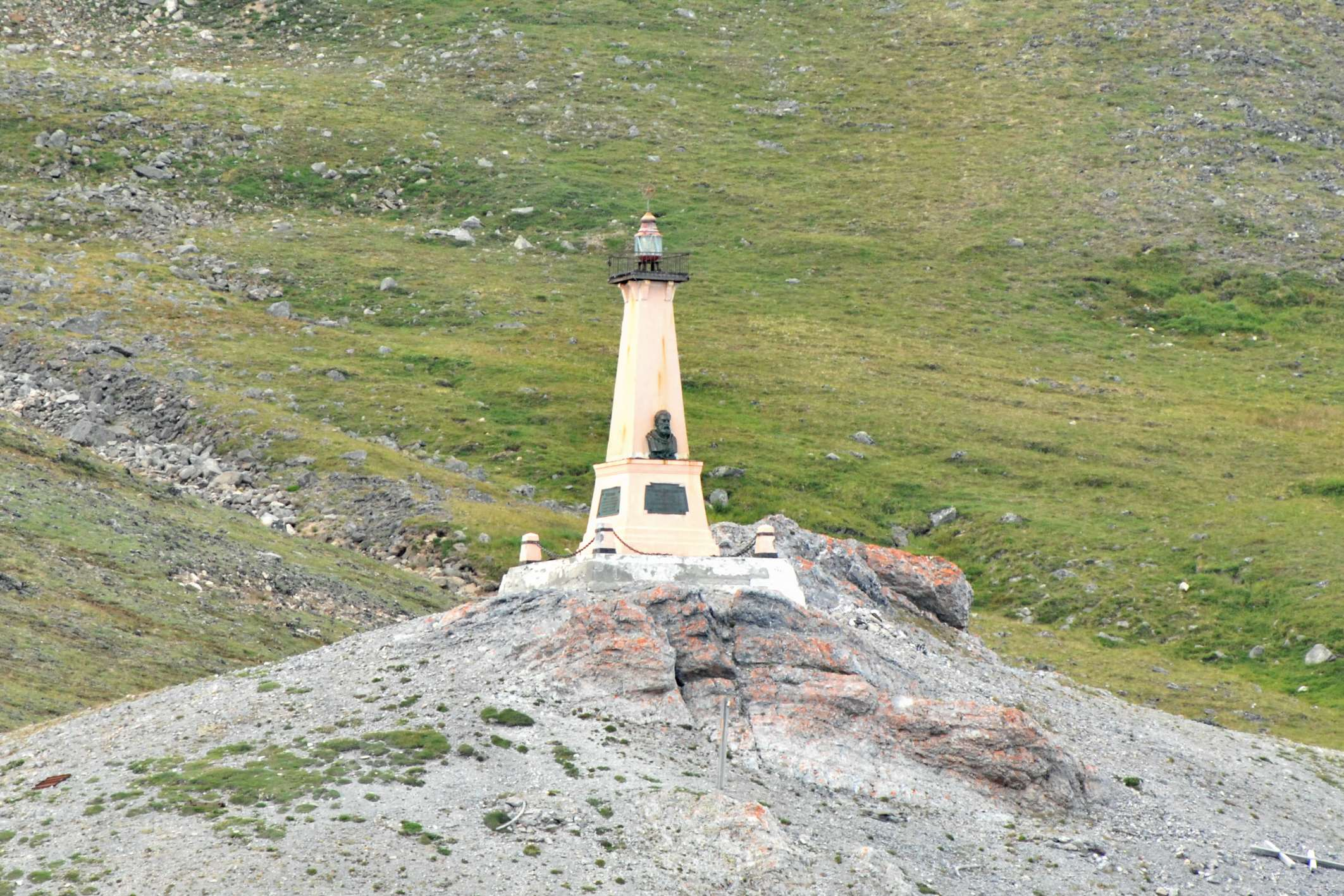
Vue sur le monument en l'honneur de Simon Dejnev au sommet du promontoire dominant les vestiges de Naukan, cap Dejnev (2013).
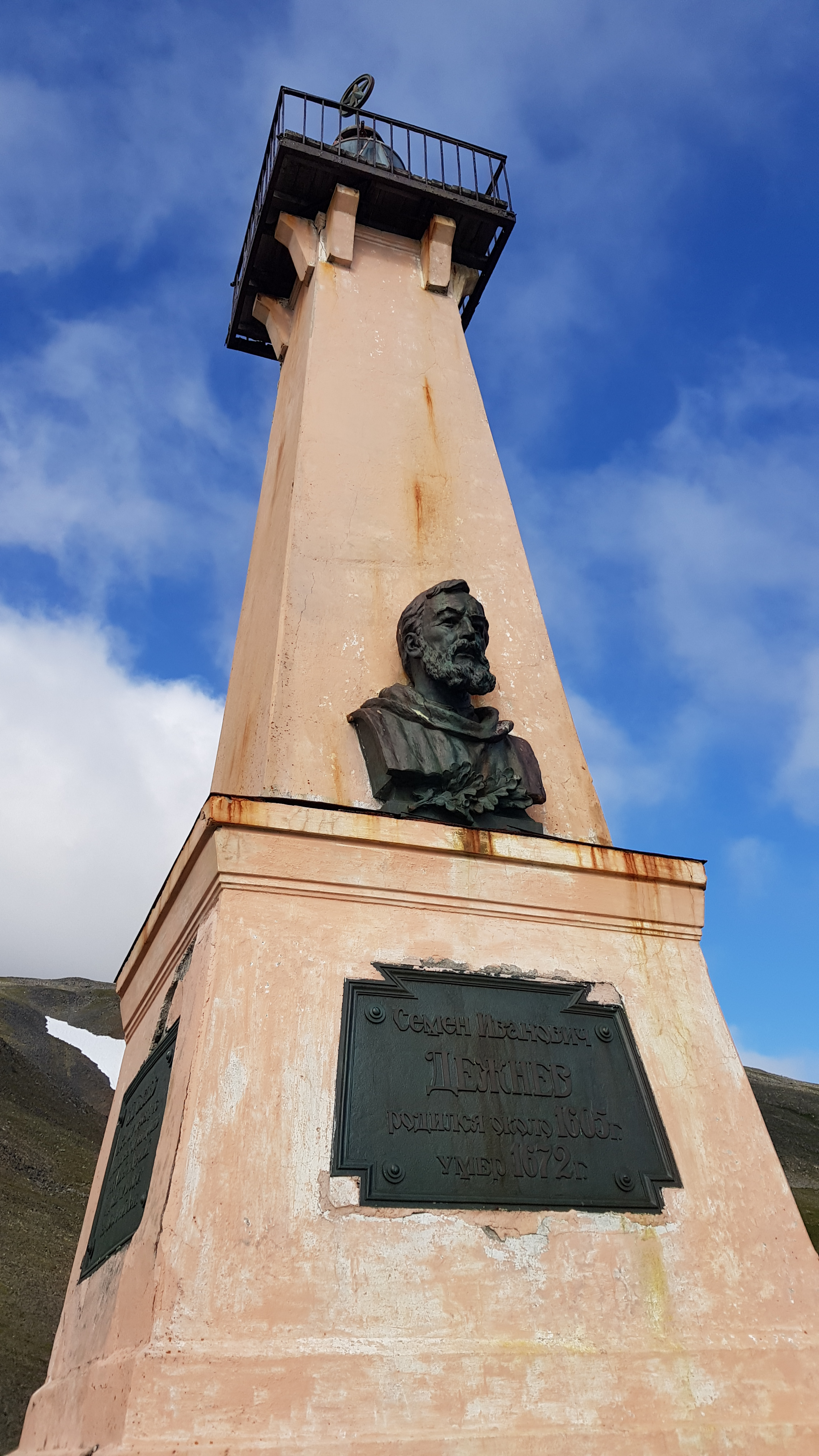
Monument en l'honneur de Simon Dejnev, cap Dejnev (2018).
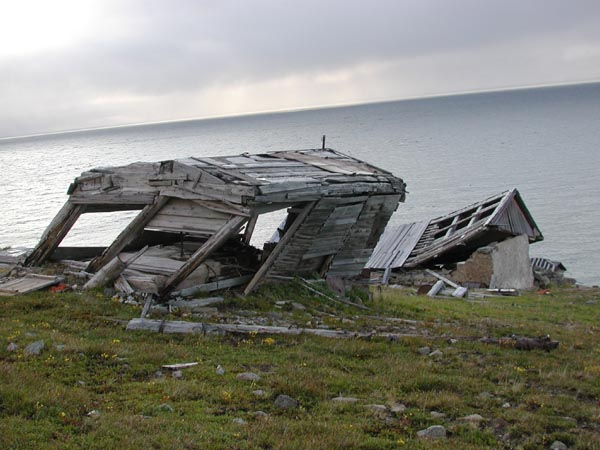
Vestiges d'installations datant de la période soviétique, cap Dejnev (2001).
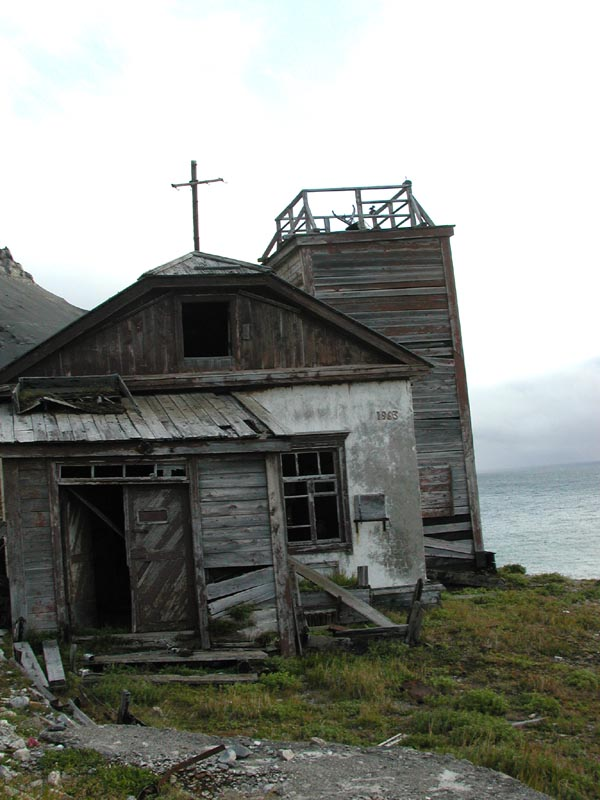
Vestiges d'installation datant de la période soviétique, cap Dejnev (2001).

## Navigation
Dans le but de créer un phare balisant la navigation au niveau du cap Dejnev, un signal a été ajouté au monument en l'honneur de Simon Dejnev, vraisemblablement au cours des années 1950. Aujourd'hui abandonné, le signal culminait à environ 10 mètres au dessus du promontoire sur lequel la tour est basée et son plan focal était de 80 mètres. Plusieurs installations se trouvaient à la base de l'édifice, dont probablement une maison pour le gardiennage du phare.

## Économie
Aujourd'hui inhabitée, la zone est fréquentée durant l'année par quelques centaines de touristes.